# کسیاژنیتسه (استان اشوی‌داشکسیه)
کسیاژنیتسه (به لهستانی: Książnice) یک منطقهٔ مسکونی در لهستان است که در گمینا پاتسانوو واقع شده‌است. کسیاژنیتسه ۳۲۳ نفر جمعیت دارد.